# Li Fen
Li Fen (Shandong, China, 25 augustus 1976) is een Zweedse tafeltennisser van Chinese afkomst. Ze nam deel aan de Olympische Spelen van 2016.

## Belangrijkste resultaten
- Europees kampioen enkelspel op de Europese kampioenschappen tafeltennis in 2013